# Maquetas (álbum Raul Ybarnegaray)
Maquetas es el cuarto álbum del cantautor boliviano Raúl Ybarnegaray, editado independientemente en 2012. Musicalmente representa una ruptura conceptual con relación a sus anteriores discos, dada la mayor orquestación y la utilización de ritmos secuenciados además de teclados y otros instrumentos electrónicos. Canciones con influencias del pop, bossa nova, latin jazz, folklore, folklore-fusión, entre otros ritmos, forman parte de su repertorio.

## Lista de canciones
Todas las canciones escritas y compuestas por Raúl Ybarnegaray. 
| N.º | Título                         | Duración |  |
| 1.  | «Complementos»                 | 2:36     |  |
| 2.  | «Siete primaveras»             | 2:58     |  |
| 3.  | «Gente»                        | 4:46     |  |
| 4.  | «Apreciaciones»                | 3:06     |  |
| 5.  | «Dueña de ti misma»            | 2:48     |  |
| 6.  | «Facebook, luego existo»       | 2:57     |  |
| 7.  | «Límites»                      | 2:46     |  |
| 8.  | «Mujer de mis cuatro sentidos» | 2:52     |  |
| 9.  | «Ánimas despiertas»            | 2:54     |  |
| 10. | «Laia»                         | 4:41     |  |
| 11. | «Personas grandes»             | 4:00     |  |
| 12. | «Enero»                        | 4:16     |  |
| 13. | «Hecho en Bolivia»             | 4:56     |  |
| 14. | «Pequeña muestra»              | 3:07     |  |

## Créditos
- Diseño gráfico: El Taburete (colectivo gráfico)
- Foto contraportada: Esperanza Casanoves Cuenca
- Producción y dirección general: Raúl Ybarnegaray

Grabado en diferentes estudios de grabación y por periodos, el álbum fue finalmente editado, mezclado y masterizado en Vértigo Estudio de Grabación por Mauricio Vargas.

### Músicos invitados
- Carla Claros – flauta traversa
- Karen Arce – charango
- Valeria Frege – violín
- Verónica Guardia – corno francés
- Cintya Lejsek – coros, segundas voces
- Pablo Andrade – teclados
- Gustavo Rivero – batería
- Erick Pacheco – guitarras eléctricas
- Juan Carlos Villarroel – saxo
- Amado Espinoza – darbuka, udu, djembé
- Wendell Durán – bajo
- Martín Valenzuela – bajo
- Richard Ulunque – teclados
- Juan Ernesto Saavedra – guitarra eléctrica
- Ariel Tarqui Sirpa – vientos andinos

### Participaciones artísticas
- «Personas grandes» / Marco Lavayen
- «Gente» / Ronaldo Vaca-Pereira Rocha (Animal de Ciudad)
- «Mujer de mis cuatro sentidos» / Randy Jordán (La Otra)
- «Hecho en Bolivia» / Djembongó (Christian Buss, Giovanna Antezana, Fulvia Fossati), Area - 51 (Helen Fuentes y Christian Viscarra), A Pié (Cayo Guerra), Waliki (Christian Rodríguez, Carlos Urquidi, Javier Angulo), La Otra (Randy Jordán, David Peñaloza, Sergio Peñaloza), Xcso (Luis Solis, Alex Maldonado, Abel Pardo, Khelder Loayza)

## Detalles
Este álbum incluyó canciones especiales en diferentes sentidos. Es el caso por ejemplo, de «Dueña de tí misma», que fue compuesta para una campaña contra el abuso sexual a mujeres, niñas, niños y adolescentes y la trata y tráfico de personas, emprendida por la institución Infante. «Hecho en Bolivia», nació como canción emblema de la campaña "Hecho en Bolivia - Consume lo nuestro, emplea a los nuestros", de la Cámara Departamental de Industria de Cochabamba. Y por último, «Personas grandes», llegaría como un homenaje a gente cuyo legado humano, para Raúl Ybarnegaray sería inmortal (en el disco se puede ver la referencia a: Mario Benedetti, Abraham Bohórquez, Mercedes Sosa, Michael Jackson, Jaime Escalante, Cynthia Camacho, Ana María Romero de Campero y Pedro Nicolalde).